# Elasmus westwoodi
Elasmus westwoodi är en stekelart som beskrevs av Giraud 1856. Elasmus westwoodi ingår i släktet Elasmus och familjen finglanssteklar. Arten är reproducerande i Sverige. Inga underarter finns listade i Catalogue of Life.